# Palmerinda Donato
Palmerinda Vidal Donato OMM (Sapucaia, 1931 ou 1932 - Brasília, 25 de agosto de 2017) foi uma escritora memorialista brasileira.
Farmacêutica por formação, não exerceu a profissão. Foi funcionária da Casa da Moeda do Brasil e posteriormente de outros órgãos públicos, encerrando sua carreira como auditora da Receita Federal. Militou na campanha presidencial de Juscelino Kubitschek em 1955, chefiando o Comitê Feminino do Leme.
Em 2004, Palmerinda foi admitida pelo presidente Luiz Inácio Lula da Silva à Ordem do Mérito Militar no grau de Oficial especial. Recebeu em 2005 o Diploma Bertha Lutz. Candidatou-se a uma vaga na Academia Brasileira de Letras, sem sucesso, em 2008.

## Associações
Participou de diversas associações culturais, entre as quais:
- Academia de Letras e Música do Brasil
- Associação Nacional dos Escritores
- Instituto Histórico e Geográfico do Distrito Federal
- Academia de Letras do Brasil
- Casa do Poeta Brasileiro.

## Obras
- Antonio Sena: o primeiro candango
- JK: o homem dos três emes - Royal Couzt, 1997
- Eu e elas - Mulheres notáveis - Thesaurus, 1993
- Juscelino Kubitschek, o Brasileiro do Século XX - Valci, 2001
- Tudo Posso - Brasília, 2001
- Notáveis da Corte - Positiva - 2012
- Eu e eles - Superig, 2017[3]